# Robert Broom
Robert Broom (Paisley, Escócia, 30 de novembro de 1866 – Pretória, 6 de abril de 1951) foi um médico e paleontólogo sul-africano.
Tornou-se famoso pela descoberta do Paranthropus robustus, em 1938.
Foi professor de zoologia e geologia na Universidade de Stellenbosch, África do Sul, de 1903 a 1910, e conservador de paleontologia  dos vertebrados no Museu Sul Africano da Cidade do Cabo.
Assumiu como membro da Royal Society em 1920. Foi laureado com a Medalha Real em 1928 pela Royal Society, com a Medalha Daniel Giraud Elliot em 1946 pela Academia Nacional de Ciências dos Estados Unidos e com a medalha Wollaston pela Sociedade Geológica de Londres em 1949.

## Obras
Entre as centenas de artigos que escreveu em periódicos científicos, destacam-se:
- "Fossil Reptiles of South Africa" na Science in South Africa (1905)
- "Reptiles of Karroo Formation" na Geology of Cape Colony (1909)
- "Development and Morphology of the Marsupial Shoulder Girdle" na Transactions of the Royal Society of Edinburgh (1899)
- "Comparison of Permian Reptiles of North America with Those of South Africa" no Bulletin of the American Museum of Natural History (1910)
- "Structure of Skull in Cynodont Reptiles" no Proceedings of the Zoölogical Society (1911).